# Brokenclaw
Brokenclaw est un roman de la saga littéraire James Bond, écrit par John Gardner, et publié en 1989. C'est le neuvième roman de l'auteur.
Il s'agissait, au départ, pour le capitaine de vaisseau Bond d'un séjour de repos en Colombie-Britannique, plus spécialement à Victoria. L’enlèvement de plusieurs savants travaillant sur un programme commun anglo-américain nommé Lords et Lords-Day entraîne James Bond, d'abord par curiosité, puis sur ordre de mission de son supérieur, à s'intéresser et infiltrer le réseau du maître gangster de Californie du Nord, M. Brokenclaw Lee.

## Résumé
Après avoir exprimé sa frustration quant à son manque d'action depuis Gagner, perdre ou mourir et, le fait qu'il soit toujours officiellement rattaché à la Royal Navy, James Bond menace de démissionner. Au lieu de cela, M lui ordonne de prendre des vacances. Bond se rend à Victoria, en Colombie-Britannique, où il est intrigué par Lee Fu-Chu, un homme au physique impressionnant qu'il croise devant son hôtel. En lisant sur ses lèvres, il apprend qu'il serait apparemment lié à une affaire de meurtre. Il retrouve ce dernier à un musée où il donne une conférence et apprend qu'il est à demi-Blackfoot, à demi-chinois et qu'il est également connu sous le surnom de « Brokenclaw ».
Plus tard Bond reçoit l'ordre de se rendre à San Francisco. Sur place il est pris en filature par un homme du FBI et, 007 assiste, impuissamment, au meurtre de l'agent. Les collègues de ce dernier, Nolan et Wood, arrêtent Bond pour l'interroger. Il est libéré par M et est emmené sur l'USS Nimitz. M lui explique sa nouvelle mission. Celle-ci a pour point de départ la disparition de plusieurs scientifiques ayant travaillé sur un système permettant de repérer la présence de sous-marin (LORDS) et son "antidote" (LORDS DAY). Le caïd du crime organisé, Brokenclaw Lee, serait à l'origine de leurs disparitions et travaillerait pour le CELD (Central External Liaison Department), le service secret de la République populaire de Chine. 
On présente à Bond Wanda Man Song Hing, un membre de l'US Navy infiltré dans l'organisation de Brokenclaw. Selon les renseignements, le CELD a envoyé deux de ses agents aux États-Unis pour récupérer LORDS et LORDS DAY auprès de Lee, et le payer en échange. Les deux agents ont été interceptés à l'aéroport et la mission de Bond consiste à prendre la place de l'un d'entre eux (sous le pseudonyme de Pierre "Abélard" Argentbright - Peter dans la version anglaise), l'autre sera remplacé par Sue Chi-Ho (Chi-Chi), une agent de la CIA avec qui 007 devra faire équipe. Ils seront aidés à distance par Edwin Rushia, un Commander de l'US Navy. C'est l'opération virage.
Bond et Chi-Chi prennent contact avec l'organisation de Brokenclaw et sont emmenés à sa base qui se situe dans un grand sous-sol d'une maison à Big Sur. Sur place ils rencontrent l'homme ; il se trouve que celui-ci a également découvert la vraie identité de Wanda et se prépare à l'interroger. Par la suite, il tuera le père de cette dernière. Bond et Chi-Chi réussissent à gagner l'organisation de Brokenclaw et ses membres leur montrent une pièce remplie d'humains et d'ordinateurs qui doit servir à l'opération Jericho. Cette opération a pour but de déstabiliser l'économie des États-Unis et du monde libre via la bourse de Wall Street. 
Brokenclaw fait accompagner Bond à la banque où il doit retirer l'argent. Celle-ci est en réalité une façade crée pour que 007 puisse prendre contact avec ses supérieurs. M ordonne à Bond de ne pas retourner chez Brokenclaw et de sortir discrètement de la banque, il s'exécute. Cependant, il est rattrapé par l'un des hommes de Brokenclaw, Frozen Stalk Pu, et ce dernier, avec l'aide de Nolan et Wood, parvient à stopper Bond avant de le ramener chez Lee.
Quand il arrive, Brokenclaw est déjà au courant de la véritable identité de Chi-Chi, et Hung Chow H'ang, un des « dirigeants » de CELD, est présent. Lee cherche à savoir ce que les supérieurs de Bond savent sur lui, et vu que Bond refuse de parler, il fait badigeonner les parties génitales de 007 avec de la graisse animale avant de l'attacher dans un enclos, où se trouve une meute de loups affamés. Les loups semblent cependant très fatigués. Peu avant, Ed Rushia, leur avait lancé de la viande traitée au chloral. Plusieurs équipes des Special Forces interviennent et assaillent la base, Brokenclaw et Hung Chow H’ang réussissent cependant à s'échapper.

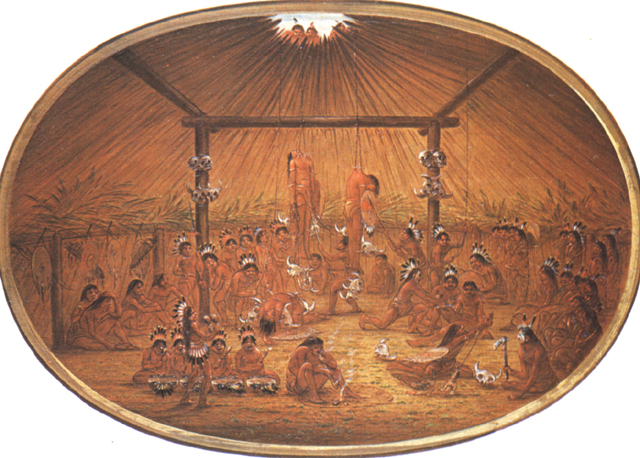
La cérémonie de l'o-kee-pa selon le témoignage de George Catlin, vers 1835

Après un débriefing, Bond passe du temps avec Chi-Chi à son appartement, et lorsqu'il s'absente pour acheter du vin, Chi-Chi est enlevée par Lee. Bond part avec Rushia vers une réserve composée de plusieurs ethnies indiennes, dans les monts Chelan, où Brokenclaw est censé se trouver. Ed Rushia embarque Hung Chow H’ang, Nolan et Wood pendant que 007 pénètre dans le camp. Bond retrouve Brokenclaw et lui propose d'en finir dans un combat d'homme à homme selon la manière de son choix. Brokenclaw choisit de le faire selon une partie d'une tradition Mandan : le o-kee-pa. Les deux hommes seront percés par du verre aux deux jambes et de chaque côté des omoplates ; dans les trous supérieurs seront insérés des broches pour soutenir les hommes en lévitation et, dans les trous inférieurs, des crânes de buffles seront attachés aux broches. Les deux participants doivent tenir ainsi durant vingt minutes. Un doigt leurs sera coupé s'ils s'évanouissent. Ensuite, les deux hommes devront faire le tour du camp à pied, avec toujours les crânes de buffles "attachés" à leurs jambes, pour rejoindre chacun un cercle où se trouvent un arc. Les deux hommes devront ensuite s'entretuer.
Bond accepte, et l'o-kee-pa commence. Brokenclaw avait déjà « remporté » cette épreuve douze ans auparavant. Après avoir supporté de longues minutes des douleurs intenses, les deux hommes arrivent finalement dans les cercles où se trouvent leurs arcs. Lee tire en premier mais rate sa cible ; la flèche de Bond atteint Brokenclaw dans la gorge, il meurt. Ed Rushia fait son apparition et abat un homme qui s'apprêtait à tuer 007. Bond s'évanouit et est transporté à l'hôpital.

## Personnages principaux
- James Bond
- M
- Lee Fu-Chu "Brokenclaw"
- Edwin Rushia
- Sue Chi-Ho "Chi-Chi"
- Wanda Man Song Hing
- Hung Chow H’ang
- Agents Nolan et Wood
- Les hommes de mains de Brokenclaw : Frozen Stalk Pu et Bone Bender Ding